# Exacum affine
Espèce
Synonymes
- Exacum gracilipes Balf.f.[1]
- Exacum socotranum Vierh.[1]

Statut de conservation UICN

LC : Préoccupation mineure
Exacum affine, la Violette de Perse, est une espèce de plantes à fleurs de la famille des gentianacées. C'est une petite plante ornementale originaire d'Asie.

## Aire de répartition
Cette plante est endémique sur l'île de Socotra, au Yémen.